# Rayonnement dipolaire électrique
Pour les articles homonymes, voir Rayonnement dipolaire.
En électromagnétisme, le rayonnement dipolaire électrique est un processus d'émission de rayonnement électromagnétique par un dipôle électrostatique variable au cours du temps (par exemple parce qu'il est en rotation). 

## Formule générale
En notant d le dipôle électrostatique, la puissance I émise par ce dipôle est donnée par la formule
{\displaystyle I={\frac {2}{3}}{\frac {1}{4\pi \varepsilon _{0}c^{3}}}\left\langle {\ddot {\boldsymbol {d}}}^{2}\right\rangle },
où c est la vitesse de la lumière, ε0 la permittivité du vide, et où un point désigne la dérivée par rapport au temps.

## Interprétation
La formule du rayonnement dipolaire électrique peut se retrouver, à un facteur numérique près par un simple jeu d'analyse dimensionnelle : la puissance émise est naturellement proportionnelle au carré de la quantité à l'origine de l'émission de rayonnement. Le dipôle électrique a la dimension d'une charge électrique multipliée par une longueur. Son unité dans le Système international est donc le coulomb mètre (C m). Le carré de cette quantité est le C2·m2. Pour passer des unités d'électrostatique aux unités de mécanique, il est nécessaire de diviser par la permittivité du vide, ce qui donne un terme proportionnel à une force par la puissance quatrième d'une longueur, c'est-à-dire une puissance multipliée par un temps et le cube d'une longueur. La seule constante fondamentale intervenant dans le problème est la vitesse de la lumière, et aucune unité de longueur n'intervient dans le problème pour passer de la quantité actuellement obtenue à une puissance, il faut diviser par le cube de la vitesse de la lumière, ce qui donne une puissance multipliée par la puissance quatrième d'un temps. Il est donc nécessaire de prendre la dérivée temporelle seconde du dipôle pour obtenir une puissance dans la formule. Finalement, on obtient donc rapidement et sans calcul que
{\displaystyle I\propto {\frac {1}{4\pi \varepsilon _{0}c^{3}}}\left\langle {\ddot {\boldsymbol {d}}}^{2}\right\rangle },
ce qui est la bonne formule à un facteur 2/3 près. Seule l'obtention de celui-ci nécessite de résoudre en détail les équations de l'électromagnétisme pour déterminer la quantité d'énergie effectivement rayonnée par un dipôle variable au cours du temps.

## Contexte
La formule du rayonnement dipolaire électrique est intimement liée à la formule de Larmor, qui détermine la puissance rayonnée par une charge électrique accélérée. Un objet peut aussi émettre un rayonnement quadrupolaire électrique. Cependant ce dernier est très généralement négligeable devant le terme dipolaire électrique. aussi le rayonnement quadrupolaire est-il réservé aux seuls cas où le terme dipolaire est nul. Indicemment, cette particularité va jouer un rôle crucial en relativité générale. Pour des raisons essentiellement identiques à celles de l'électromagnétisme, une distribution de masses variable dans le temps va être à l'origine d'un rayonnement, quoique de nature différente : ondes gravitationnelles et non électromagnétiques. Cependant, comme toutes les masses ont même signe, et du fait du principe d'équivalence, il n'existe pas de dipôle de masse dans le domaine de la gravitation. Aussi l'émission d'ondes gravitationnelles est-elle limitée au terme quadrupolaire. Ce terme étant, pour des raisons purement dimensionnelles, très faibles, l'émission d'ondes gravitationnelles est un processus beaucoup moins efficace, donc beaucoup plus lent que son alter ego dipolaire électrique.
Il existe de même un rayonnement dipolaire magnétique, mais en général d'amplitude bien moindre que celle du rayonnement dipolaire électrique. Le rapport d'amplitude entre les deux est ainsi de l'ordre de v2/c2, où v est l'ordre de grandeur typique des vitesses des charges au sein du dipôle magnétique.